# Zbigniew Dembowski
Zbigniew Antoni Dembowski (ur. 6 grudnia 1926 w Żychlinie, zm. 29 marca 2018 w Warszawie) – polski urzędnik i dyplomata.

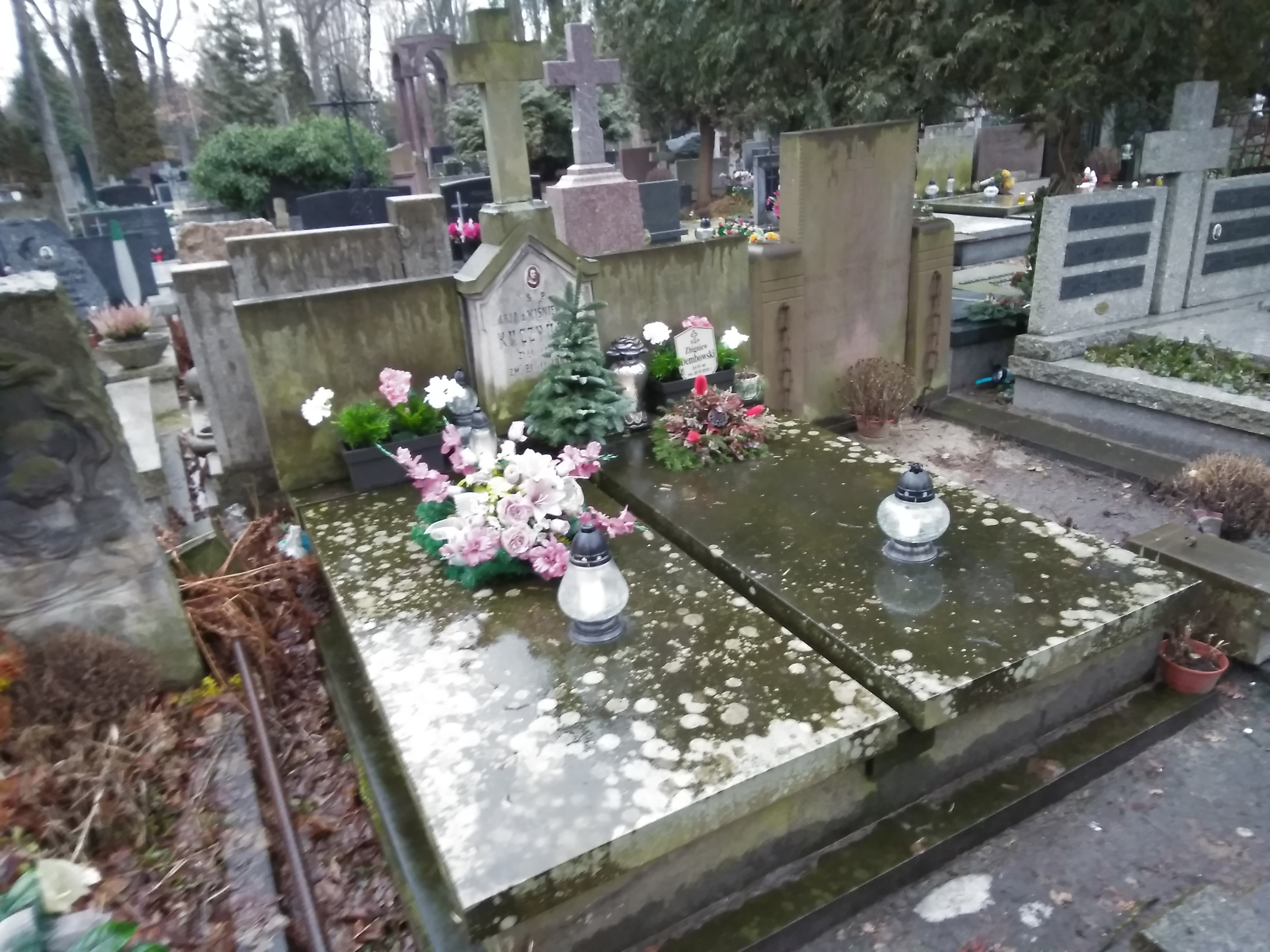
Grób Zbigniewa Dembowskiego na Cmentarzu Wojskowym na Powązkach

## Życiorys
Absolwent Wyższej Szkoły Ekonomicznej w Łodzi.
Ambasador PRL i RP w Chinach w latach (1985–1988, 1990–1994), konsul generalny PRL W Nowym Jorku (1975–1978). Dyrektor Departamentu Kadr w czasach Krzysztofa Skubiszewskiego. Dyrektor Generalny MSZ.
Harcmistrz Rzeczypospolitej Polskiej, porucznik rezerwy Wojska Polskiego.
Pochowany na Cmentarzu Wojskowym na Powązkach (kwatera 12A-8-17/18).